# Iván Martín Seoane
Iván Martín Seoane (Baracaldo, Vizcaya, 1987) es un exnadador y entrenador de natación español.
Actualmente es el entrenador del CN Vila-real de Valencia. Como nadador de competición ostenta títulos como campeón de País Vasco absoluto, campeón de Vizcaya absoluto o subcampeón de País Vasco absoluto.

## Biografía
Iván Martín Seoane nació en 1987 en Baracaldo (Vizcaya). Se licenció en ciencias de la actividad física y el deporte en la Universidad del País Vasco, con especialidad en natación.
Como nadador, fue nadador de competición entre los años 1995 y 2005. Comenzó su trayectoria en el CN Barakaldo de Baracaldo. Después fue seleccionado por el CN Santurtzi de Santurce y después fue fichado por la Deportiva Náutica Portugalete de Portugalete. Como nadador de competición logró distintos títulos y marcas en las categorías desde infantil hasta la júnior, destacando entre ellos, campeón de País Vasco absoluto, campeón de Vizcaya absoluto o subcampeón de País Vascoabsoluto.
Como entrenador, comenzó su trayectoria en el Club Natación Sestao (CNS) de Sestao, en el que fue su director técnico y entrenador durante tres temporadas deportivas, entre 2008 y 2009. En las temporadas deportivas 2019-2020 y 2020-2021, Martín fue director técnico y entrenador del CN Criptana Gigantes (Campo de Criptana). Bajo su dirección, llevó al nadador Fernando Olivares al Campeonato de España de Natación, quien consiguió la mínima nacional en los 200 estilos.
En el año 2020, Martín fue convocado como entrenador oficial de la Selección oficial de Castilla-La Mancha de Natación para el VI Campeonato de España de Natación.
Desde la temporada 2021-2022 es el director técnico y entrenador del CN Villarreal de Valencia, sucediendo a Carlampio Fresquet.

## Carrera como entrenador
- CN Sestao (2008-2011). Director técnico y entrenador.
- Federación Vizcaína de Natación (2009-2011). Director técnico.
- Club Deportivo La Unión (2011-2013). Director técnico y entrenador.[10]
- CN Abulense (2013-2015). Director técnico y entrenador.[2][11][12]
- CN Criptana Gigantes (2019-2021). Director técnico y entrenador.[4][5][6]
- Campeonato de España de Natación. Selección Oficial de Castilla-la Mancha. 2020. Entrenador Oficial.[9]
- CN Vila-real (2021-2022). Director técnico y entrenador.

## Clubs como nadador
- Club Natación Santurtzi (2002-2004).[3][13]
- Deportiva Náutica Portugalete (2004-2006).[14][15]

## Palmarés como nadador
Fue nadador de competición entre los años 1995 y 2005 consiguiendo sus mayores éxitos desde la categoría infantil hasta la junior y haciéndose con los siguientes títulos:
- Campeón de Vizcaya (50 mariposa, 100 mariposa y 100 libres, y en los relevos de 4×50 estilos, 4×100 estilos, 4×50 libres y 4×100 libres).
- Subcampeón de Vizcaya (50 mariposa, 100 mariposa, 50 libras y 100 libres).
- Campeón de País Vasco (50 mariposa y 4×100 libres).
- Subcampeón de País Vasco (50 mariposa, 4×100 libres y 4×50 libres).